# Buggy Braune
Burkhard „Buggy“ Braune  (* 1964 in Kiel) ist ein deutscher Jazzpianist.

## Werdegang
Braune studierte Klavier bei Dieter Glawischnig an der Hochschule für Musik und Theater Hamburg. Er wurde bekannt als Mitglied der Florian Poser Group, der er fünfzehn Jahre angehörte; die Band nahm drei Alben auf und tourte durch Deutschland. 
1993 stellte er auf dem Label Acoustic Music Records sein Debütalbum Out of Innovations als Komponist, Leader und Solist vor. Er begleite Herb Geller und spielte jahrelang an der Seite von Lucas Lindholm. 1995 nahm er mit dem Martin Wind – Buggy Braune Quintett das Album Miles Away auf, an dem Joe Gallardo (tb), Frank Delle (ts), Darren Beckett (dr), Martin Wind (b) beteiligt sind.
1996 spielte die Buggy Braune Festivalband, arrangiert von Jan-Peter Klöpfel, das Album Colours ein. Mit Jack Walrath nahm er zwei Alben auf. Weiterhin tourte er mit Don Braden, Howard Johnson und spielte mit Wolfgang Schlüter, Wolfgang Engstfeld, Roman Schwaller, Johannes Faber, Wolfgang Haffner, Nathan Davis, Anthony Braxton und Charlie Mariano. Auch wirkte er an Projekten von Jonas Schoen, Roger Cicero, Ken Norris und Joris Dudli mit. Er ist als Professor für Jazz-Piano an der Hochschule für Musik und Theater Hamburg tätig.
Braune lebt und arbeitet in Hamburg.